# Robots
Robots is een Amerikaanse digitale animatiefilm uit 2005 van 20th Century Fox en Blue Sky Studios. Robots is geregisseerd door Chris Wedge en Carlos Saldanha, die ook de animatiefilm Ice Age hebben geregisseerd. Het scenario is van de hand van het schrijversteam Lowell Ganz en Babaloo Mandel, dat ook het scenario schreef voor een aantal komedies als Splash, Parenthood en City Slickers. Een groot aantal bekende acteurs heeft zijn stem geleend aan de animatiefiguren, waaronder Ewan McGregor, Robin Williams, Halle Berry, Mel Brooks, Greg Kinnear, Jim Broadbent, Amanda Bynes, Drew Carey, Stanley Tucci en Dianne Wiest. Van de film is ook een IMAX-versie.
Robots worden ook al wel androïde genoemd.

## Verhaal
De film speelt zich af in een geheel technische wereld, die wordt bewoond door robots. Rodney Copperbottom (stem van Ewan McGregor) is een jonge, geniale en idealistische uitzoeker, die gelooft in samenwerking en een betere wereld. Zijn droom is om de grootste uitvinder van allemaal, Bigweld (Mel Brooks), te ontmoeten. Hij vertrekt van zijn woonplaats Rivet Town naar de grote stad Robot City om daar een baan te vinden in Bigwelds bedrijf Bigweld Industries. Daar aangekomen ontdekt hij dat Bigweld niet meer werkt en dat diens bedrijf is overgenomen door Phineas T. Ratchet (Greg Kinnear). Ratchet is enkel uit op winst en weigert reserveonderdelen voor de robots te maken. Hij wil liever dat de robots zichzelf verbeteren met nieuwe snufjes en dat de robots die deze nieuwe snufjes niet kunnen betalen worden verwerkt tot schroot. Gedurende de loop van het verhaal ontmoet Rodney verscheidene figuren, waaronder Cappy (Halle Berry), een prachtige vrouwelijke robot die werkt voor Bigweld, op wie hij verliefd wordt, maar ook een groep verstoten robots, de Rusties, geleid door Fender (Robin Williams) en Piper Pinwheeler (Amanda Bynes). Samen met de Rusties probeert Rodney Bigweld weer in het zadel te krijgen.

## Rolverdeling

### Stemacteurs (Amerikaanse versie)
- Ewan McGregor - Rodney Copperbottom
- Halle Berry - Cappy
- Robin Williams - Fender
- Greg Kinnear - Ratchet
- Mel Brooks - Bigweld
- Amanda Bynes - Piper Pinwheeler
- Drew Carey - Crank Casey
- Jim Broadbent - Madame Gasket
- Jennifer Coolidge - Aunt Fanny
- Stanley Tucci - Herb Copperbottom
- Dianne Wiest - Mrs. Copperbottom
- Natasha Lyonne - Loretta Geargrinder
- Paul Giamatti - Tim the Gate Guard
- Dan Hedaya - Mr. Gunk
- Jay Leno - brandkraan

### Stemacteurs (Nederlandse versie)
- Chris Zegers - Rodney
- Do - Cappy
- Frans van Deursen - Ratchet
- Eddy Zoëy - Fender
- Edwin Rutten - Bigweld
- Monique van der Werff - Piper
- Ali B - Crank
- Rinie van den Elzen - Madame Gasket
- Edward Reekers - Herb Copperbottom
- Leontine Borsato - Mrs. Copperbottom
- Loes Luca - Tante Fanny
- Hanna Verboom - Loretta
- Victoria Koblenko - Stationomroepster
- Sipke Jan Bousema - vuilnisbak

### Stemacteurs (Vlaamse versie)
- Jelle Cleymans - Rodney
- Chris Van den Durpel - Fender
- Tom Van Dyck - Ratchet
- Roos Van Acker - Cappy
- Erik Van Looy - Bigweld
- Ann Van Elsen - Piper
- Rob Vanoudenhoven - Herb
- Frank Focketyn - Madame Gasket
- Herbert Flack
- Tanja Dexters
- Loes Van den Heuvel - Tante Fanny

### Medewerkers
- Chris Wedge - regie
- Carlos Saldanha - co-regie
- Jerry Davis - productie
- John C. Donkin - productie
- Bill Joyce - productie, productiedesign
- Lowell Ganz - scenario
- Babaloo Mandell - scenario
- David Lindsay-Abaire - scenario, story
- Jim McClain - story
- Ron Mita - story
- John Powell - muziek
- John Carnochan - montage
- Steve Martino - artdirection